# 忽鲁不花
忽鲁不花（1231年—？），又译呼鲁仆化。元朝大臣。元世祖时中书左丞相。蒙古族人，一说为八邻氏。蒙哥汗时万户长不怜吉歹（卜邻吉带）之子，中书右丞相铁木迭儿的伯父。
早年从别失八里（今新疆吉木萨尔北破城子）人阿里海牙学蒙古畏兀体蒙文。初任怯薛官。中统二年（1261年），以怯薛官出任中书左丞相。中统三年（1262年），兼中书省都断事官。沁水渠成，忽鲁不花谏言定制，来防止豪强权贵侵夺。至大四年（1311年），追封归德王，谥忠献。